# God's Little Acre (film)
God's Little Acre is een Amerikaanse dramafilm uit 1958 onder regie van Anthony Mann. Het scenario is gebaseerd op de gelijknamige roman uit 1933 van de Amerikaanse auteur Erskine Caldwell.

## Verhaal
Een boer uit Georgia heeft gehoord dat zijn grootvader ergens op zijn land goud heeft begraven. Hij raakt bezeten door de gedachte om dat goud te vinden. Hij ontvoert zelfs een albino, die hem moet helpen tijdens zijn zoektocht. Intussen wordt zijn schoondochter ervan verdacht dat ze het houdt met een werkloze roervink en wil een veelbelovende, jonge politicus trouwen met zijn dochter.

## Rolverdeling
| Acteur          | Personage                 |
| --------------- | ------------------------- |
| Robert Ryan     | Ty Ty Walden              |
| Aldo Ray        | Will Thompson             |
| Buddy Hackett   | Pluto Swint               |
| Jack Lord       | Buck Walden               |
| Fay Spain       | Darlin' Jill              |
| Vic Morrow      | Shaw Walden               |
| Helen Westcott  | Rosamund                  |
| Lance Fuller    | Jim Leslie                |
| Rex Ingram      | Oom Felix                 |
| Michael Landon  | Dave Dawson               |
| Russell Collins | Bewaker                   |
| David Roberts   | Landarbeider met schoffel |
| Janet Brandt    | Woedende vrouw            |
| Tina Louise     | Griselda Walden           |